# Sedlečko (Neustupov)
Sedlečko (Duits: Sedletschko of Sedletschko bei Jirschetitz) is een Tsjechische plaats in de gemeente Neustupov, regio Midden-Bohemen, en maakt deel uit van het district Benešov. Het dorp ligt op 2 kilometer afstand van Neustupov.
Sedlečko telt 6 inwoners (2021).

## Geografie
De Slupskýbeek (Duits: Sluper Bach) stroomt door het dorp en uiteindelijk naar de rivier de Blanice.

## Geschiedenis
De eerste schriftelijke vermelding van het dorp dateert van 1550.
Sinds 1960 is Sedlečko ondergebracht bij het district Benešov.

## Verkeer en vervoer

### Autowegen
Er leidt een regionale weg naar het dorp.

### Spoorlijnen
Er is geen station in Sedlečko. Het dichtstbijzijnde station is in Votice, op zo'n tien kilometer afstand. Dat station ligt aan spoorlijn 220 van Praag naar Tábor.

### Buslijnen
Er is één bushalte bij het dorp:
| Halte               | Lijn(en)   | Traject(en)                                  | Vervoerder(s)                    |
| ------------------- | ---------- | -------------------------------------------- | -------------------------------- |
| Neustupov, Sedlečko | 452 390452 | Benešov - Mladá Vožice Votice - Mladá Vožice | CŠAD Benešov BusLine jižní Čechy |

## Galerij

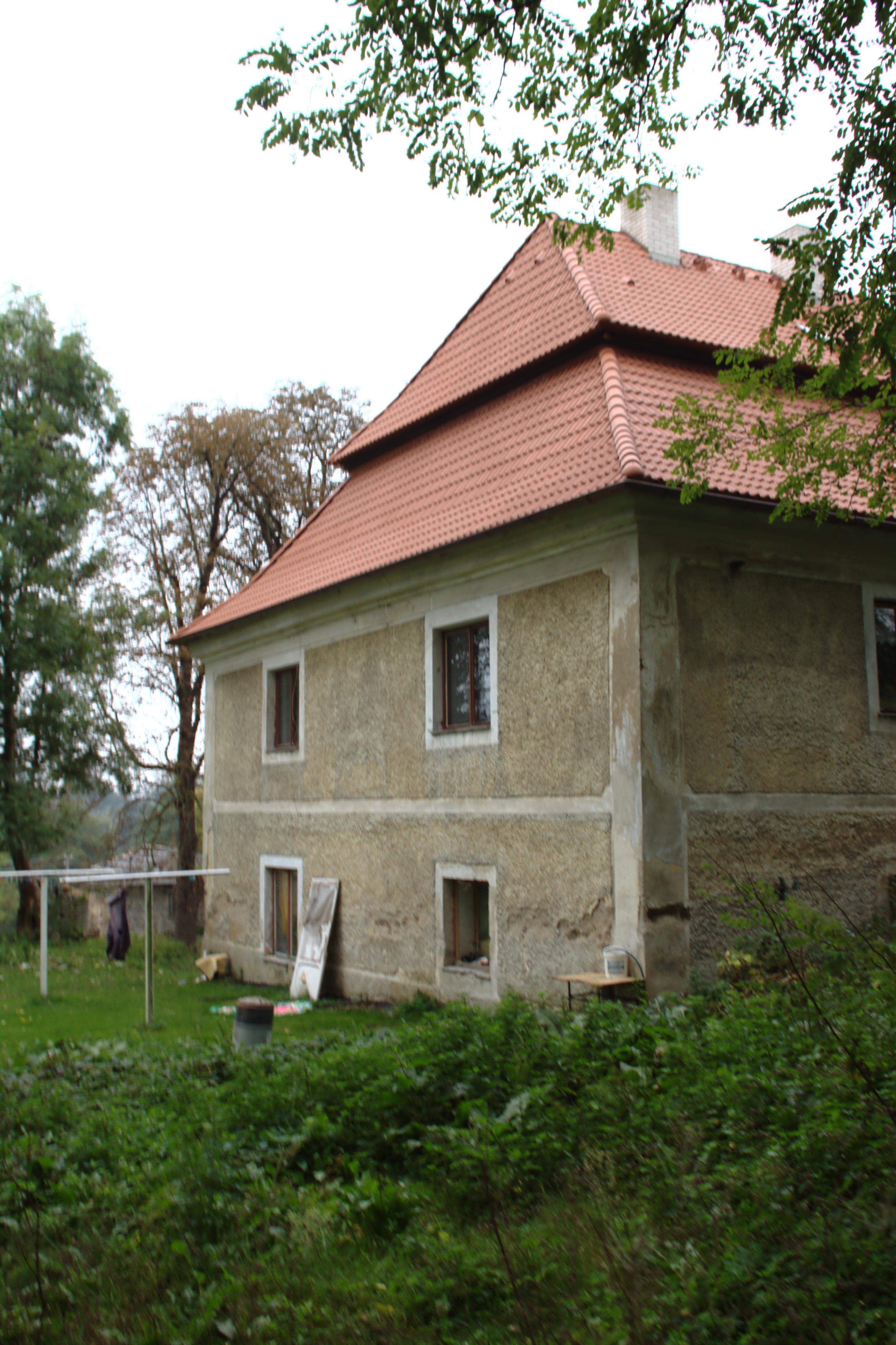
Huis in het dorp (2014)